# 西多哥蘭
西多哥蘭（法語：Togoland de l'Ouest）是迦納東部的一個區域，包括沃爾特地區、奧蒂區、北部地區、東北區與東北地區的部分，2020年9月當地分離主義者宣布西多哥蘭脫離迦納、獨立建國，但未被認真看待。

西多哥蘭自2017年起為無代表國家和民族組織的成員。

## 歷史
1884年德國在今迦納、多哥一帶建立保護國多哥蘭，在德國治下經濟蓬勃發展，為其模範殖民地（德語：Musterkolonie）。1914年英法聯軍入侵多哥蘭，第一次世界大戰結束後多哥蘭被分為西部的英屬多哥蘭與東部的法屬多哥蘭。第二次世界大戰結束後，法屬多哥蘭於1960年獨立為多哥共和國，英屬多哥蘭則於1956年公投決議與英屬黃金海岸一起獨立為迦納共和國。
1994年Charles Kormi Kudzordzi建立了祖國研究小組基金會（簡稱HSGF，簡稱FGEP），為主張西多哥蘭獨立的非暴力組織。2019年5月該組織否認其有民兵，時年80歲的Kudzordzi被捕，不久後即被釋放，但同年11月霍城地方法院再度對他發布通緝。2020年9月25日西多哥蘭叛亂爆發，西多哥蘭的分離主義人士襲擊了沃爾特地區北通古區的數個警察局，宣布西多哥蘭自迦納獨立，並要求迦納軍隊24小時以內離開沃爾特地區。HSGF的一些成員被逮捕，但Kudzordzi否認其組織涉案。此後衝突造成數人死傷，迦納政府並未認真看待西多哥蘭宣布獨立一事，將其視為一場鬧劇，但有學者呼籲政府認真看待此事，將其視為國安議題。無代表國家和民族組織則呼籲雙方和平對話。
有消息稱HSFP已被控制，但人有分離主義分子持槍抵抗並設置路障。迦納總統否認政府有與分離主義者談判。2021年7月，Kudzordzi再次被逮捕。